# Вилијамсбург (Охајо)
Вилијамсбург (енгл. Williamsburg) град је у америчкој савезној држави Охајо.

## Демографија
По попису из 2010. године број становника је 2.490, што је 132 (5,6%) становника више него 2000. године.
| Група             | 2000.         | 2010.         |
| Белци             | 2.325 (98,6%) | 2.437 (97,9%) |
| Афроамериканци    | 4 (0,2%)      | 12 (0,5%)     |
| Азијати           | 2 (0,1%)      | 2 (0,1%)      |
| Хиспаноамериканци | 4 (0,2%)      | 12 (0,5%)     |
| Укупно            | 2.358         | 2.490         |